# Спасівка (сорт яблук)
Спасівка (Спасівське) — старовинний український народний сорт яблуні літнього строку дозрівання. За даними Л. П. Симиренка, сорт походить з Полтавщини.
Дерево сильноросле, утворює могутню широкоовальну крону.
Плоди середнього розміру, масою 120—140г. Підчас дозрівання шкірочка набуває світло-жовтого кольору з ніжним рум'янцем. М'якоть біла з зеленуватим відтінком, пріснувато-кисло-солодкого смаку.
Особливості сорту: витривалість до несприятливих умов довкілля, висока врожайність.
Сорт Спасівка, як і більшість українських народних сортів, підчас радянської окупації практично повністю зник.